# Чудинов, Анатолий Евгеньевич
Анатолий Евгеньевич Чудинов — советский футболист, полузащитник.
Воспитанник воронежского футбола. Первой командой был воронежский «Труд».
Бомбардирские качества были раскрыты в «Металлурге» (Куйбышев).
В сезоне 1974 года перешёл в «Крылья Советов», которому помог выйти в высшую лигу и был в заявке команды в высшей лиги, но в матчах участия не принимал. 23 мая 1975 года играл в кубковом матче против команды высшей лиги ереванского «Арарата» (1:4).
После окончания карьеры работал тренером в Самаре: ДЮСШ-9, СДЮШОР «Крылья Советов» и «Локомотив».

## Достижения
командные
- Чемпионат СССР по футболу (первая лига): 1 место (1975)
- Чемпионат СССР по футболу (класс «Б»): 2 место (1966) и 3 место (1967)

личные
- провёл более 250 матчей в первенствах СССР (D2/D3) и забил 77 голов.
- лучший бомбардир команды «Металлург» (Куйбышев) в сезоне 1966: 14 голов.
- 22.07.1966 забил первый хет-трик команды «Металлург» (Куйбышев) в ворота «Спартак» (Тамбов) (5:2).

## Клубная статистика
| Выступление        | Выступление      | Выступление      | Лига | Лига | Кубки | Кубки | Итого | Итого |
| Клуб               | Лига             | Сезон            | Игры | Голы | Игры  | Голы  | Игры  | Голы  |
| ------------------ | ---------------- | ---------------- | ---- | ---- | ----- | ----- | ----- | ----- |
| Металлург (К)      | Д3               | 1966             | —    | —    | —     | —     | 0     | 14    |
| Металлург (К)      | Д3               | 1967             | —    | —    | —     | —     | 0     | 4     |
| Металлург (К)      | Д2               | 1968             | —    | —    | —     | —     | 0     | 0     |
| Металлург (К)      | Итого            | Итого            | —    | —    | —     | —     | 0     | 18    |
| Спартак (ЙО)       | Д3               | 1969             | 33   | 5    | 3     | 0     | 36    | 5     |
| Спартак (ЙО)       | Итого            | Итого            | 33   | 5    | 3     | 0     | 36    | 5     |
| Строитель (У)      | Д3               | 1970             | 23   | 1    | 1     | 0     | 24    | 1     |
| Строитель (У)      | Д3               | 1971             | —    | —    | —     | —     | 0     | 7     |
| Строитель (У)      | Итого            | Итого            | 23   | 8    | —     | —     | 23    | 8     |
| Сокол (С)          | Д3               | 1972             | 33   | 11   | —     | —     | 33    | 11    |
| Сокол (С)          | Д3               | 1973             | 32   | 11   | —     | —     | 32    | 11    |
| Сокол (С)          | Д3               | 1974             | 11   | 6    | —     | —     | 11    | 6     |
| Сокол (С)          | Итого            | Итого            | 66   | 28   | —     | —     | 66    | 28    |
| Крылья Советов (К) | Д2               | 1974             | 16   | 1    | —     | —     | 16    | 1     |
| Крылья Советов (К) | Д2               | 1975             | 13   | 1    | 1     | 0     | 14    | 1     |
| Крылья Советов (К) | Д1               | 1976в            | —    | —    | —     | —     | 0     | 0     |
| Крылья Советов (К) | Итого            | Итого            | 29   | 2    | 1     | 0     | 30    | 2     |
| Зенит (И)          | Д3               | 1976             | 9    | 3    | —     | —     | 9     | 3     |
| Зенит (И)          | Д3               | 1977             | 40   | 7    | —     | —     | 40    | 7     |
| Зенит (И)          | Д3               | 1978             | 45   | 6    | —     | —     | 45    | 6     |
| Зенит (И)          | Итого            | Итого            | 94   | 16   | —     | —     | 94    | 16    |
| Всего за карьеру   | Всего за карьеру | Всего за карьеру | 245  | 77   | 5     | 0     | 250   | 77    |